# Black Clouds & Silver Linings
Black Clouds & Silver Linings je desáté studiové album americké progresivní metalové kapely Dream Theater, vydané 23. června 2009 prostřednictvím Roadrunner Records. Je to poslední album s bubeníkem a zakládajícím členem Mikem Portnoyem před svým odchodem dne 8. září 2010. Album bylo nahráno v období od října 2008 do března 2009 v Avatar Studios v New Yorku. Bylo produkováno Johnem Petrucci a Portnoyem.

## Písně
Texty albu byly napsány Johnem Petrucci a Mikem Portnoyem, a všechny kromě jedné se týkají osobních zkušeností o znepokojivých nebo těžkých chvílích svého života. John Petrucci napsal texty ke čtyřem skladbám. "A Nightmare to Remember " je inspirována autonehodou z dětství; "The Count of Tuscany " je o skutečném setkání, které měl v Toskánsku; a "Wither " je o procesu které procháczí při psaní písní. Píseň "A Rite of Passage“ se zabývá zednářstvím; byl vydán i video singl, vyšel 8. května 2009. "The Best of Times" napsal Mike Portnoy o svém otci, který zemřel na rakovinu. "Jen jsem chtěl napsat něco, co bylo poctou našeho společného života" řekl Portnoy, který hrál píseň pro jeho otce před jeho smrtí. "The Shattered Fortress " je pátá a závěrečná část Twelve-step Suite.
"Wither " byl vydán jako singl dne 15. září 2009. Kromě albové verze skladby, singl obsahoval alternativní verzi hronou pouze klavír a zpěv, demo verzi se zpěvem Johna Petrucci a demo verzi "The Best of Times" kterou zpívá Mike Portnoy. K písni byl vydán i video klip 18. listopadu 2009.

### Bonusové CD
Speciální edice alba obsahuje 3 CD. Na druhém CD byli všechny skladby alba v instumentání verzi a 3 CD obsahuje 6 převzatých cover verzí s názvem "Uncovered 2008/2009"

## Seznam skladeb
Hudbu složili John Petrucci, Mike Portnoy, John Myung a Jordan Rudess, pokud není uvedeno jinak.
| Pořadí         | Název                                                                        | Hudba          | Text           | Délka                      |
| -------------- | ---------------------------------------------------------------------------- | -------------- | -------------- | -------------------------- |
| 1.             | A Nightmare to Remember                                                      |                | Petrucci       | 16:10                      |
| 2.             | A Rite of Passage                                                            |                | Petrucci       | 8:36                       |
| 3.             | Wither                                                                       | Petrucci       | Petrucci       | 5:25                       |
| 4.             | The Shattered Fortress" - "X. Restraint" - "XI. Receive" - "XII. Responsible |                | Portnoy        | 12:49 - 5:25 - 3:58 - 3:26 |
| 5.             | The Best of Times                                                            |                | Portnoy        | 13:09                      |
| 6.             | The Count of Tuscany                                                         |                | Petrucci       | 19:16                      |
| Celková délka: | Celková délka:                                                               | Celková délka: | Celková délka: | 75:25                      |

### Speciální edice
| Pořadí         | Název                                                      | Autor                               | Původní Kapela | Délka |
| -------------- | ---------------------------------------------------------- | ----------------------------------- | -------------- | ----- |
| 1.             | Stargazer                                                  | Ronnie James Dio, Ritchie Blackmore | Rainbow        | 8:10  |
| 2.             | Tenement Funster"/"Flick of the Wrist"/"Lily of the Valley | Roger Taylor Freddie Mercury        | Queen          | 8:17  |
| 3.             | Odyssey                                                    | Steve Morse                         | Dixie Dregs    | 7:59  |
| 4.             | Zebra                                                      | Randy Jackson                       | Zebra          | 8:18  |
| 5.             | Larks' Tongues in Aspic (instrumental)                     | Robert Fripp                        | King Crimson   | 6:30  |
| 6.             | To Tame a Land                                             | Steve Harris                        | Iron Maiden    | 7:15  |
| Celková délka: | Celková délka:                                             | Celková délka:                      | Celková délka: | 46:29 |